# 賀美能宿禰
賀美能宿禰（かみのすくね・神野采女正）は平安京の初代采女長官。桓武天皇の第2皇子（後の嵯峨天皇）の乳母であり女官として皇室に仕え、新居郡誕生の先駆となった人物である。

## 功績
大秦公忌寸浜刀自女として伊豫国神野郡（現在の愛媛県新居浜市）に生まれる。延暦から弘仁の平安時代初頭において皇室の官職である采女及び女官として宮中に仕えた。
山城国への遷都となった長岡京では桓武天皇の第2皇子（後の嵯峨天皇）の乳母をつとめる。延暦11年（791年）、嵯峨天皇の諱が乳母の出身地である神野郡から賀美能(神野)親王と命名がされ、同じく功績を認められた大秦公忌寸浜刀自女にも桓武天皇より賀美能宿禰の姓が贈られた。（六国史）
続日本紀の皇室記録に以下の記述がある。
《延暦十年（七九一）正月甲戌【十三】》甲戌。大秦公忌寸浜刀自女賜姓賀美能宿禰。賀美能親王之乳母也。

## 平安宮采女司長官
嵯峨天皇の御代には 平安京采女司 の長官となる采女正（うぬめのかみ）として大内裏で皇族に仕えながら、同じく采女の育成にも尽力貢献した。
采女 については、日本書紀 の雄略紀に「采女の面貌端麗、形容温雅」と表現され、百寮訓要集 には「采女は国々よりしかるべき美女を撰びて、天子に参らする女房なり。」と詠われており、容姿端麗で美しく高い教養力を持つ采女は男女の憧れの対象となっていたとされる。
古今集 などにも「歌よみなどやさしきことども多し」、和漢官職秘抄には「ある記にいはく、あるいは美人の名を得、あるいは詩歌の誉れあり、琴瑟にたへたる女侍らば、その国々の受領奏聞して、とり参らすこともあり」との記述がある。 

## 新居郡の誕生
平安時代（大同4年）に賀美能親王は第52代日本国天皇・嵯峨天皇として即位する。これにより乳母であった賀美能宿禰の出身地名が天皇の諱と重なるため、神野郡に変わる新しい郡名として新居郡が誕生する事となる。（神野郡内には丹比井郷があり、この丹比井の名を淵源として新たなる門出の意を込めて嵯峨天皇より新居と命名されたとある。新居誕生史。）
新居郡への改称は菅原道真編纂の類聚国史 などでも大同4年・西暦809年と同じく記述されている。
「嵯峨天皇大同四年九月乙巳、改伊予国神野郡為新居郡、以触上諱也」

## 旧・石鉄山往生院正法寺建立
退宮後には平安京から伊豫国へ帰郷して石鉄山往生院正法寺 を創建した。嵯峨天皇からの力添えも合わさり、建立や開拓には山城国太秦の氏族も携わるなど正法寺は七堂伽藍を有する伊豫国最大の巨刹となった。正法寺の由緒にも一宮神社で生まれた上仙を開基として賀美能（神野）宿禰が建立したとある。貞観時代には四国最古となる御霊信仰の祇園社が境内に創祀され、神仏習合の時代に合わせて小野宮社や八幡社なども創建された。

## 備考
天智天皇の血胤であり、山城国より伊豫神野へ転地した家系の子女にあたる。
空海は嵯峨天皇や賀美能宿禰とも親交が深かったとされている。（弘仁7年に空海は嵯峨天皇から高野山の地を下賜され真言密教の根本道場を開いた。）
続日本紀や日本文徳天皇実録 の他に近世の書物として「皇族 第2巻」、「石槌と西国修験道」、「源氏物語への階梯」（カリフォルニア大学電子書籍再版）などでも賀美能宿禰について記されている。
「背ヲウト山裏アリテ朝夕京想フ」、「神野采女正トテ早川辺ノ地頭ナリシトゾ」。伊豫国や小松藩などの地方史書によると賀美能宿禰（神野采女正）は石土山麓（旧大生院村）に地頭として定住したとある。